# Alexander von Schrenk
Alexander Gustav von Schrenk, född 4 februari 1816 i Tula, dåvarande Kejsardömet Ryssland, död 25 juni 1876 i Åbo, var en balttysk naturhistoriker främst aktiv på Arktis.  Han var bror till zoologen Leopold von Schrenck.
Auktorsnamnet Schrenk kan användas för Alexander von Schrenk i samband med ett vetenskapligt namn inom botaniken; se Wikipediaartiklar som länkar till auktorsnamnet.